# ملكة جمال الكون 2015
ملكة جمال الكون 2015 هي مسابقة ملكة جمال الكون الرابعة والستين في تاريخ مسابقة ملكة جمال الكون منذ انطلاقتها عام 1952، عقدت المسابقة في 20 ديسمبر عام 2015 في لاس فيغاس، نيفادا، الولايات المتحدة الأمريكية. وفي نهاية الحدث توجت الفلبينية بيا فورتزباخ من قبل ملكة جمال الكون السابقة الكولومبية بولينا فيغا لتكون خليفتها، تنافس على اللقب ثمانون متسابقه من جميع انحاء العالم. وتعتبر هذه النسخة هي الأولى التي تبثها قناتي فوكس والأزتيك.

## النتائج

### المراكز النهائية
| النتائج النهائية     | المتنافسة |
| -------------------- | --- |
| ملكة جمال الكون 2015 | - الفلبين - بيا فورتزباخ |
| الوصيفة الأولى       | - كولومبيا - أريادنا غوتيريز |
| الوصيفة الثانية      | - الولايات المتحدة - أوليفيا جوردن |
| أفضل 5               | - أستراليا - مونيكا رادولوفيتش - فرنسا - فلورا كوكوريل |

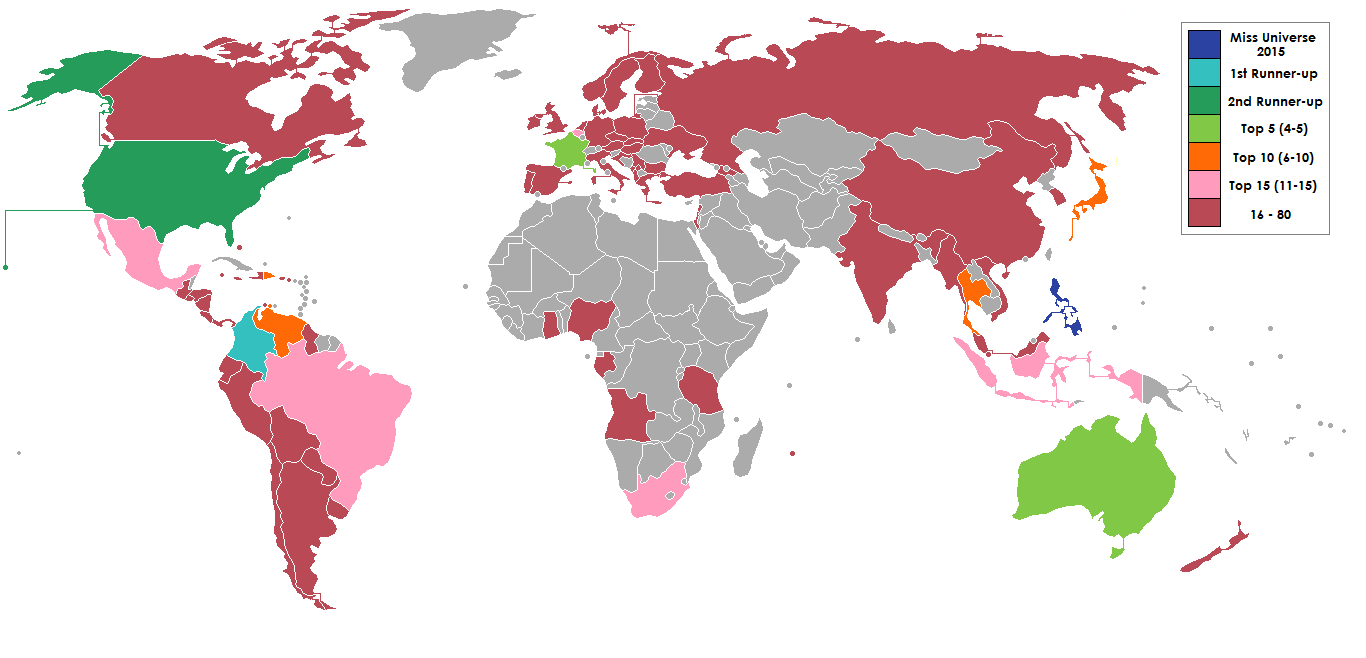
الدول والأقاليم المشاركة في ملكة جمال الكون 2015

| أفضل 10              | - كوراساو - كانيشا سلويس - جمهورية الدومينيكان - كلاريسا مولينا - اليابان - اريانا مياموتو - تايلاند - أنيبورن تشاليمبوراناونغ - فنزويلا - ماريانا خيمينيز |
| أفضل 15              | - بلجيكا - أنيليس توروس - البرازيل - مارتشينا برانت - إندونيسيا - أنينديا كوسوما بوتري - المكسيك - ويندولي إسبارزا - جنوب أفريقيا - ريفيلوي مثيموني        |

### ترتيب الإعلانات
| 1. البرازيل 2. أستراليا 3. إندونيسيا 4. جمهورية الدومينيكان 5. الفلبين 6. فرنسا 7. الولايات المتحدة 8. كوراساو 9. بلجيكا 10. اليابان 11. فنزويلا 12. جنوب أفريقيا 13. كولومبيا 14. المكسيك 15. تايلاند | 1. الولايات المتحدة 2. كولومبيا 3. اليابان 4. تايلاند 5. أستراليا 6. جمهورية الدومينيكان 7. فرنسا 8. كوراساو 9. الفلبين 10. فنزويلا | 1. فرنسا 2. كولومبيا 3. الفلبين 4. أستراليا 5. الولايات المتحدة | 1. الولايات المتحدة 2. كولومبيا 3. الفلبين |  |

## خلفيه موسيقية
- الافتتاح: «جميلة الآن» بواسطة زيدد يضم جون بيليون، «تتكئ على» بواسطة ماجور ليزر ودي جي سنيك يضم مو «المشجعين» بواسطة اومي
- مسابقة ملابس السباحة : " Marvin Gaye " و" One Call Away " و" Some Type of Love " لـ تشارلي بوث (عرض مباشر)
- مسابقة العباءات المسائية : أغنية " Live Forever " و" Done " للفرقة Perry (عرض مباشر)
- النظرة النهائية : " Every Time I'm with You " و" Kiss from a Rose " و" Crazy " لـ Seal (Live Performance)

## المتسابقات
تنافست 80 متسابقة على لقب ملكة جمال الكون عام 2015:
| البلد / الإقليم          | المتسابقة               | العمر | مسقط الرأس                |
| ------------------------ | ----------------------- | ----- | ------------------------- |
| ألبانيا                  | ميجي لوكا               | 19    | فوشي-كرويي                |
| أنغولا                   | ويتني شيكونغو           | 20    | مقاطعة هويلا              |
| الأرجنتين                | كلوديا باريونويفو       | 24    | سالتا                     |
| أروبا                    | عليشا بوخودت            | 21    | أورنجستاد                 |
| أستراليا                 | مونيكا رادولوفيتش       | 25    | سيدني                     |
| النمسا                   | أمينة داجي              | 20    | فيينا                     |
| باهاماس                  | توريا نيكول بين         | 27    | ناساو                     |
| بلجيكا                   | أنيليس توريس            | 20    | أنتويرب                   |
| بوليفيا                  | رومينا روكاموني         | 23    | بني                       |
| البرازيل ‏                | مارتشينا برانت          | 23    | فالى ريال                 |
| الجزر العذراء البريطانية | أدوريا روسيو بالي       | 22    | تورتولا                   |
| بلغاريا                  | رادوستينا تودوروفا      | 20    | فراتسا                    |
| كندا                     | باولا نونيز             | 24    | تورونتو                   |
| جزر كايمان               | ملكة جمال جزر كايمان ‏   | 27    | جراند كايمان              |
| تشيلي                    | ماريا بيلين خيريز       | 25    | فينيا ديل مار             |
| الصين                    | جيسيكا شيويه            | 21    | شنجن                      |
| كولومبيا                 | أريادنا غوتيريز         | 21    | سينسليخو                  |
| كوستاريكا                | بريندا كاسترو           | 23    | ليمون، كوستاريكا          |
| كرواتيا                  | ميرتا كوشتان            | 22    | كرابنسكي توبليس           |
| كوراساو                  | كانيشا سلايس            | 19    | ويلمستاد                  |
| التشيك                   | نيكول سفانتيروفا        | 23    | شومبيرك                   |
| الدنمارك                 | سيسيلي ويلمبرغ          | 21    | كوبنهاغن                  |
| جمهورية الدومينيكان      | كلاريسا مولينا          | 24    | موكا                      |
| الإكوادور                | فرانشيسكا شبرياني       | 23    | غواياكيل                  |
| السلفادور                | إدوبينا ريفاس           | 22    | سان سلفادور               |
| فنلندا                   | روزا ماريا رييتي        | 21    | هلسنكي                    |
| فرنسا                    | فلورا كوكوريل           | 21    | أورلياني                  |
| الغابون                  | أورنيلا فون             | 19    | أوييم                     |
| جورجيا                   | جانيت كيرديكوشفيلي      | 24    | تبليسي                    |
| ألمانيا                  | سارة لورين ريك          | 23    | ميونخ                     |
| غانا                     | هيلدا أكيوا             | 26    | كوماسي                    |
| بريطانيا العظمى          | ناريسارا فرنس           | 25    | لندن                      |
| اليونان                  | ميكائيلا فوتياديس       | 21    | أثينا                     |
| غواتيمالا                | جيمي أبورتو             | 21    | غواتيمالا                 |
| غويانا                   | شونا رمضان              | 25    | جورج تاون                 |
| هايتي                    | ليزا درويلارد           | 23    | بورت أو برانس             |
| هندوراس                  | ملكة جمال هندوراس ‏      | 24    | تشولوتيكا                 |
| المجر                    | نيكوليتا ناجي           | 21    | ميشكولتس                  |
| الهند                    | أورفاشي راوتيلا         | 21    | مومباي                    |
| إندونيسيا                | أنينديا كوسوما بوتري    | 23    | سمارانغ                   |
| جمهورية أيرلندا          | جوانا كوبر              | 21    | ديري                      |
| إسرائيل                  | أفيجيل فاتوف            | 19    | عكا                       |
| إيطاليا                  | جيادا بيزايولي          | 22    | مونتيشياري                |
| جامايكا                  | شارلين رادلين           | 25    | كينغستون                  |
| اليابان                  | اريانا مياموتو          | 21    | ناغاساكي                  |
| كوريا                    | سيويون كيم              | 23    | سول                       |
| كوسوفو                   | ميرجيتا شالا            | 21    | فوشيتري                   |
| لبنان                    | سينثيا صموئيل           | 20    | بيروت                     |
| ماليزيا                  | فانيسا تيفي             | 24    | سرمبن                     |
| موريشيوس                 | شيتال كدون              | 26    | بو باسين روز هيل          |
| المكسيك                  | ويندولي اسبارزا         | 24    | مدينة أغواسكاليينتس       |
| الجبل الأسود             | مايا شوكيتش             | 20    | بودغوريتسا                |
| ميانمار                  | مي براني ثو             | 25    | يانغون                    |
| هولندا                   | جيسي جاز فوك            | 20    | أمستردام                  |
| نيوزيلندا                | سامانثا مكلونج          | 20    | كرايستشرش                 |
| نيكاراجوا                | دانييلا توريس           | 25    | ماناغوا                   |
| نيجيريا                  | ديبي كولينز             | 23    | لاغوس                     |
| النرويج                  | مارتين رودسيث           | 24    | نورد أودال                |
| بنما                     | غلاديس برانداو          | 24    | لوس سانتوس                |
| باراغواي                 | ميريام أريفالوس         | 22    | أسونسيون                  |
| بيرو                     | لورا سبويا              | 24    | ليما                      |
| الفلبين                  | بيا فورتزباخ            | 26    | كاجايان دو آورو           |
| بولندا                   | فيرونيكا شمايجينسكا     | 21    | شتشين                     |
| البرتغال                 | إميليا أروجو            | 24    | آنغرا دو هروئيسمو         |
| بورتوريكو                | كاتالينا موراليس        | 25    | غوينابو                   |
| روسيا                    | فلاديسلافا يفتوشينكو    | 19    | تشيتا                     |
| صربيا                    | داسا رادوسافلييفيتش     | 19    | كراغوييفاتس               |
| سنغافورة ‏                | ليزا ماري وايت          | 22    | سنغافورة                  |
| سلوفاكيا                 | دينيسا فيسكوفسكا        | 21    | بريفيدزا                  |
| جنوب أفريقيا             | ريفيلوي مثيموني         | 24    | برونكورستسبرويت           |
| إسبانيا                  | كارلا غارسيا            | 25    | لاس بالماس دي غران كناريا |
| السويد                   | بولينا برود             | 21    | ستوكهولم                  |
| تنزانيا                  | لورين ماريوت            | 21    | دار السلام                |
| تايلاند                  | أنيبورن تشاليمبوراناونغ | 21    | امبانج                    |
| تركيا                    | أسلي ميليسا أوزون       | 20    | أنقرة                     |
| أوكرانيا                 | آنا فيرجلسكايا          | 27    | كييف                      |
| أوروغواي                 | بيانكا سانشيز           | 19    | مونتفيدو                  |
| الولايات المتحدة         | أوليفيا جوردن           | 27    | تلسا                      |
| فنزويلا                  | ماريانا خيمينيز         | 22    | كاراكاس                   |
| فيتنام                   | فام ثي هيونغ            | 24    | ها فونغ                   |

## القضاة
تم تقييم المتسابقات في مسابقة ملكة جمال الكون لعام 2015 من قبل لجنة من الحكام كالتالي:

### مسابقة أولية
- إيريكا ألبيس - نائب رئيس اتصالات الموضة العالمية في IMG
- إيرين برادي - ملكة جمال الولايات المتحدة الأمريكية 2013 من ولاية كونيتيكت
- خوليو كارو - منتج سينمائي وتلفزيوني مستقل ومدير المواهب
- كيكو أوراجوتشي - مدير الشراكات الرقمية في WME / IMG
- نيشيل تورنر - مراسلة إنترتينمنت تونايت الحائزة على جائزة إيمي
- روكي موتواني - رجل أعمال شارك مؤخرًا في تأسيس شركته الأولى للتكنولوجيا المالية، Jiko Services
- زاك سوريف - خبير تسويق ترفيهي

### البث النهائي
- إميت سميث - جامعي سابق ولاعب كرة قدم محترف
- نيسي ناش - ممثلة مرشحة لجائزة إيمي
- أوليفيا كولبو - ملكة جمال الكون لعام 2012 من الولايات المتحدة
- بيريز هيلتون - مدون وكاتب عمود وشخصية تلفزيونية [53]

### عائدات
- آخر مشاركة في 2012:
  -  جزر كايمان
  -  الجبل الأسود
- آخر مشاركة في 2013:
  -  الدنمارك
  -  فيتنام

### التعيينات
- بلغاريا - تم تعيين رادوستينا تودوروفا «ملكة جمال الكون في بلغاريا 2015» من قبل Mega Talent Group، الحائزين على امتياز ملكة جمال الكون في بلغاريا، حيث لم يتم تنظيم المسابقة بسبب ضيق الوقت لتنظيمها.
- تشيلي - تم تعيين ماريا بيلين جيريز لتمثيل تشيلي من قبل لوسيانو ماروتشينو، المدير الوطني لملكة جمال يونيفرسو تشيلي، بعد عدم إقامة المسابقة بسبب ضيق الوقت في تنظيم المسابقة.
- السلفادور - عينت ليز دي كاستانيدا، المديرة الوطنية لملكة جمال الكون في السلفادور، إدوبينا ريفاس لتمثيل السلفادور، بعد تأجيل المسابقة الوطنية. توج ريفاس بجائزة رينادو دي إلسلفادور الدولية 2014 .
- فرنسا - تم تعيين فلورا كوكريل «ملكة جمال فرنسا 2015» من قبل المديرة الوطنية لملكة جمال فرنسا، سيلفي تيلير. توجت Coquerel ملكة جمال فرنسا 2014 وكان من المفترض أن تنافس في نسخة 2014 لكل من ملكة جمال العالم وملكة جمال الكون، لكنها لم ترسل إلى ملكة جمال الكون 2014 حيث تم نقل المسابقة إلى يناير 2015. تم استبدالها بلقب ملكة جمال فرنسا 2015 المتوجة حديثًا كميل سيرف.
- جورجيا - تم تعيين جانيت كيرديكوشفيلي لتمثيل جورجيا من قبل حاملي امتياز IC Model Management لملكة جمال الكون في جورجيا. تم اختيار Kerdikoshvili للمنافسة في مسابقة Miss Universe 2013 ولكن اضطر إلى الانسحاب في اللحظة الأخيرة بسبب مشاكل صحية غير متوقعة. توجت ملكة جمال جورجيا 2011.
- اليونان - تم تعيين ميكايلا فوتيادي «نجمة هيلاس 2015» في حدث مغلق نظمه فاسيليس بريفيلاكيس، المدير الوطني لملكة جمال الكون في اليونان.[54]
- هايتي - تم تعيين ليزا درويلارد «ملكة جمال هاييتي الكون 2015» في دعوة مسبقة نظمتها ماجالي فيبلز، المديرة الوطنية لمسابقة ملكة جمال هاييتي الكون.
- إيطاليا - تم تعيين جيادا بيزايولي «ملكة جمال يونيفرسو إيطاليا لعام 2015» بعد أن نظمه ماكس باراتونو، المدير الوطني لمسابقة ملكة جمال يونيفرسو إيطاليا.
- كوسوفو - تم تعيين ميريتا شالا لتمثيل كوسوفو من قبل فاضل بيريشا، المدير الوطني لملكة جمال الكون في كوسوفو. توجت شالا ملكة جمال الكون في كوسوفو عام 2013 لكنها اضطرت للانسحاب لأن روسيا، البلد المضيف لمسابقة ملكة جمال الكون 2013، لا تعترف بكوسوفو كدولة مستقلة، وبالتالي رفضت تأشيرتها للدخول.
- بولندا - تم تعيين Weronika Szmajdzińska «ملكة جمال بولندا 2015» من قبل جيرهارد بارزوتكا فون ليبينسكي، المدير الوطني الجديد لملكة جمال الكون في بولندا. توجت Szmajdzińska ملكة جمال Polski Teen 2011 وتم تعيينها أيضًا للتنافس في ملكة جمال العالم 2012 .
- البرتغال - تم تعيين إميليا أراوجو «ملكة جمال يونيفرسو البرتغال 2015» في دعوة مسبقة نظمتها إيسيدرو دي بريتو، المدير الوطني لملكة جمال يونيفرسو البرتغال.
- سنغافورة - تم اختيار ليزا ماري وايت «ملكة جمال الكون في سنغافورة 2015» من قبل نوراليزا عثمان، المديرة الوطنية الجديدة لملكة جمال الكون سنغافورة في مكالمة مسبقة عقدت بسبب ضيق الوقت في تنظيم المسابقة. امتياز ملكة جمال الكون كان من قبل Derrol Stepenny Promotions.[55]

### بديلات
- النمسا - تم اختيار أمينة داجي «ملكة جمال الكون في النمسا 2015» من قبل سيلفيا شاشرماير، المديرة الوطنية لمسابقة ملكة جمال النمسا، كبديل لأنيكا جريل التي تم إرسالها إلى ملكة جمال العالم 2015 وبالتالي لم تتمكن من المشاركة في مسابقة ملكة جمال الكون كنهاية تتداخل تواريخ ملكة جمال العالم وملكة جمال الكون لنسخة 2015. توجت داجي ملكة جمال النمسا 2012.
- كرواتيا - تم استبدال باربرا ليلياك بميرتا لورا كوستان، الوصيفة الثانية لملكة جمال الكون كرواتيا 2015، لأن ليلجاك اضطر إلى الانسحاب بسبب إصابة في الذراع. تم الكشف عن الخبر رسميًا من قبل إيفانا ديلاشولو، ملكة جمال كرواتيا منظمة، مديرة العلاقات العامة.
- الغابون - تم تعيين Ornella Obone للمنافسة في Miss Universe 2015 من قبل منظمة Miss Gabon بعد أن قررت إرسال الفائزة في مسابقة Miss Gabon 2015، Reine Ngotala، إلى ملكة جمال العالم 2015. هذا العام، تم تتويج الفائزة بمسابقة ملكة جمال الجابون للمشاركة في كل من مسابقتين ملكة جمال الكون وملكة جمال العالم، لكن هذا لم يكن ممكنًا بسبب المواعيد المتضاربة لمسابقة ملكة جمال الكون لعام 2015 وملكة جمال العالم. كانت أوبون هي الوصيفة الثالثة في مسابقة ملكة جمال الجابون 2015.
- لبنان - تم تعيين سينثيا صموئيل لتمثيل لبنان من قبل أنطوان مكسود، المدير الوطني لمسابقة ملكة جمال لبنان، كبديل لفاليري أبو شقرا، ملكة جمال لبنان 2015، التي ستتنافس فقط في ملكة جمال العالم 2015 بسبب المواعيد المتضاربة لملكة جمال لبنان. مسابقة ملكة جمال العالم وملكة جمال الكون. تتنافس الفائزة بلقب ملكة جمال لبنان تقليديًا في كل من Miss World وMiss Universe. كان صموئيل الوصيف الأول في مسابقة ملكة جمال لبنان 2015.
- موريشيوس - عيّنت شيتال خادون «ملكة جمال موريشيوس 2015» من قبل بريميروز أوبيغادو، المدير الوطني لمسابقة ملكة جمال موريشيوس، حيث انسحبت الفائزة الأصلية كوشبو رامناواج لأسباب شخصية. كانت خادون هي الوصيفة الأولى في مسابقة ملكة جمال موريشيوس 2013 وتنافس أيضًا في ملكة جمال العالم 2014.
- باراغواي - تم اختيار ميريام أريفالوس للتنافس في مسابقة ملكة جمال الكون 2015 من قبل Promociones Gloria، أصحاب الامتياز لملكة جمال الكون في باراغواي، كبديل لورا غارسيتي التي تم خلع عرشها بعد الإبلاغ عن أنها حامل. تم تعيين Arévalos للتنافس في ملكة جمال الأرض 2015 لكنه حصل على لقب ملكة جمال الكون. شاركت في مسابقة ملكة جمال العالم 2014.
- روسيا - تم تعيين فلاديسلافا يفتوشينكو «ملكة جمال روسيا 2015» من قبل منظمة ملكة جمال روسيا كبديل لصوفيا نيكيتشوك، الفائزة بمسابقة ملكة جمال روسيا 2015، والتي تنافست فقط في ملكة جمال العالم 2015 بسبب المواعيد المتضاربة لملكة جمال الكون وملكة جمال العالم. عادة ما تشارك الفائزة في مسابقة ملكة جمال روسيا في كل من مسابقات ملكة جمال الكون وملكة جمال العالم. مثل Yevtushenko شيتا في ملكة جمال روسيا 2015 وكان الوصيف الأول في المسابقة.
- جنوب أفريقيا - تم اختيار Refilwe Mthimunye "Miss Universe South Africa 2015" من قبل مليندا بام، المديرة الوطنية لمسابقة ملكة جمال جنوب إفريقيا، كبديل عن Liesl Laurie، التي سيتم إرسالها إلى ملكة جمال العالم 2015 وبالتالي لن تتمكن من المشاركة في Miss Universe حيث أن المواعيد النهائية لملكة جمال العالم وطبعة عام 2015 قريبة من بعضها البعض. كانت مثيموني هي الوصيفة الأولى في مسابقة ملكة جمال جنوب إفريقيا 2015.

### الانسحابات
- مصر - لم تقام مسابقة وطنية.
- إثيوبيا - لم يتم عقد مسابقة ملكة جمال الكون في إثيوبيا بسبب نقص الرعاية. ستقام النسخة القادمة في أكتوبر 2016.
- غوام - تم تأجيل مسابقة ملكة جمال الكون في غوام حتى أوائل عام 2016.
- كازاخستان - تم تعيين ايجريم سماغولوفا لتحل محل ريجينا فالتر، ملكة جمال ألماتي 2015، من قبل منظمة ملكة جمال كازاخستان بسبب تعارض المواعيد مع نهائيات ملكة جمال كازاخستان 2015، لكنها انسحبت لأسباب شخصية.
- كينيا - تم تأجيل مسابقة ملكة جمال الكون في كينيا إلى العام المقبل.
- ليتوانيا - تم تأجيل مسابقة ملكة جمال ليتوفا.
- سلوفينيا - تعرضت ملكة جمال الكون في سلوفينيا، آنا هالوتشان، لحادث عندما وصلت إلى لاس فيغاس، مما أدى إلى دخولها المستشفى، ومنعها من المشاركة في أنشطة التسجيل والمقابلات والصور. لم تكن حاضرة في المناسبات الرسمية الأولى لكنها بقيت في لاس فيجاس حتى انتهاء المسابقة. عانت من نوبة وشلل جزئي في وجهها.  [56] على الرغم من انسحابها، فقد أتيحت لها الفرصة للسير على المسرح أثناء البث المباشر.
- سريلانكا - تخطط منظمة ملكة جمال الكون في سريلانكا لإجراء مسابقتها الوطنية في عام 2016.
- St. Lucia - لم تُعقد مسابقة ملكة جمال سانت لوسيا، وبالتالي لم يشارك أي مندوب هذا العام.
- سويسرا - لم تقام مسابقة وطنية.
- ترينيداد وتوباغو - ألغيت ملكة جمال الكون ترينيداد وتوباغو بعد انسحاب العديد من الرعاة الرئيسيين للمسابقة بسبب جدل دونالد ترامب والانتخابات العامة المقبلة.
- Turks and Caicos - لم تُعقد مسابقة ملكة جمال تركس وكايكوس بسبب نقص التمويل والرعاية. ستقام النسخة القادمة من Miss Turks and Caicos في عام 2016.